# Liste der Naturdenkmale in Engelstadt
Die Liste der Naturdenkmale in Engelstadt nennt die im Gemeindegebiet von Engelstadt ausgewiesenen Naturdenkmale (Stand 1. Mai 2024).

## Naturdenkmale
| Nr.         | Bezeichnung    | Lage                              | Beschreibung                                                    | Bild            |
| ----------- | -------------- | --------------------------------- | --------------------------------------------------------------- | --------------- |
| ND-7339-088 | Friedhofsbäume | Kirchgasse, auf dem Friedhof Lage | Aesculus hippocastanum, vier Bäume, und Tilia cordata, ein Baum | Fotos hochladen |